# Ganzhou
Ganzhou (xinès: 赣州; pinyin: Gànzhōu), romanitzada alternativament com a Kanchow, és una ciutat a nivell de prefectura al sud de la província de Jiangxi, a la República Popular de la Xina, que limita amb Fujian a l'est, Guangdong al sud i Hunan a l'oest. La seva seu administrativa és al districte de Zhanggong.

## Clima
Ganzhou té un clima subtropical humit (Köppen Cfa) afectat pel monsó de l'Àsia oriental, amb estius llargs, humits i molt calorosos i hiverns frescos i secs amb onades de fred ocasionals.